# Botanophila benegalensis
Botanophila benegalensis este o specie de muște din genul Botanophila, familia Anthomyiidae, descrisă de Masayoshi Suwa în anul 1977.
Este endemică în Nepal. Conform Catalogue of Life specia Botanophila benegalensis nu are subspecii cunoscute.